# 多马坦勒圣佩尔
多马坦勒圣佩尔（法語：Dommartin-le-Saint-Père，法語發音：[dɔmaʁtɛ̃ lə sɛ̃ pɛʁ]）是法国上马恩省的一个市镇，属于圣迪济耶区。

## 地理
多马坦勒圣佩尔（48°23'39"N, 4°55'18"E）面积14.88 平方千米，位于法国大東部大區上马恩省，该省份为法国东北部内陆省份，北起马恩省和默兹省，西接奥布省，西南接科多尔省，东南接上索恩省，东临孚日省。
与多马坦勒圣佩尔接壤的市镇（或旧市镇、城区）包括：梅尔特吕、索姆瓦尔、巴伊欧福日、博德勒库尔、布莱斯河畔库尔塞勒、多马坦勒弗朗、杜勒旺堡。

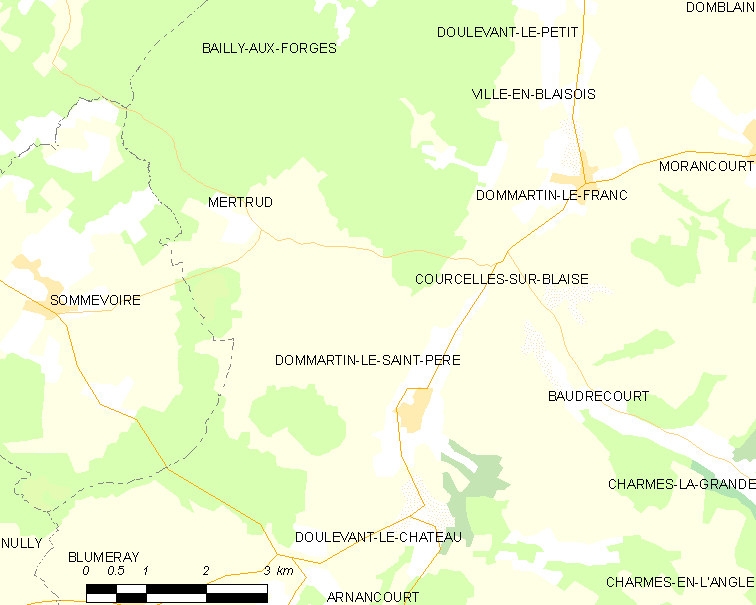
多马坦勒圣佩尔的OSM定位图

多马坦勒圣佩尔的时区为UTC+01:00、UTC+02:00（夏令时）。

## 行政
多马坦勒圣佩尔的邮政编码为52110，INSEE市镇编码为52172。

## 政治
多马坦勒圣佩尔所属的省级选区为茹安维尔县。

## 人口

1962-2008年间多马坦勒圣佩尔人口变化图示

多马坦勒圣佩尔于2022年1月1日时的人口数量为273人。